# Rocznik Lubelskiego Towarzystwa Genealogicznego
Rocznik Lubelskiego Towarzystwa Genealogicznego – rocznik wydawany od 2009 roku przez Lubelskie Towarzystwo Genealogiczne. Ukazują się w nim artykuły poświęcone genealogii i heraldyce.  
Ujęty w ministerialnej liście czasopism punktowanych (2012: 3 pkt; 2012a: 3 pkt; 2013: 5 pkt; 2014: 5 pkt; 2015: 7 pkt; 2016: 7 pkt); indeksowany w bazach CEJSH, BazHum i CEEOL (Central and Eastern European Online Library).